# Каменник (Новгородская область)
Каменник — деревня в Боровичском муниципальном районе Новгородской области, входит в Прогресское сельское поселение.

## География
Деревня расположена в центральной части района, на левом берегу реки Каменка, с северо-востока от посёлка Прогресс.

## История
В Боровичском уезде Новгородской губернии в 1911 году деревня Каменник 2-й находилась на территории Новоселицкой волости, число жителей тогда было — 52, дворов — 11, деревня тогда находилась на земле Сушанского сельского общества, в деревне тогда был хлебозапасный магазин. По постановлению ВЦИК от 3 апреля 1924 года Новоселицкая волость была упразднена, а деревня вошла в состав вновь образованной Боровичской волости Боровичского уезда Новгородской губернии. Затем, с августа 1927 года, деревня Каменник в составе новообразованного Боровичского района новообразованного Боровичского округа в составе переименованной из Северо-Западной в Ленинградскую области. С ноября 1928 года Каменник в составе Греблошского сельсовета. По постановлению ЦИК и СНК СССР от 23 июля 1930 года Боровичский округ был упразднён, а район перешёл в прямое подчинение Леноблисполкому. Указом Президиума Верховного Совета СССР от 5 июля 1944 года была образована Новгородская область и Боровичский район вошёл в её состав.
Решением Новгородского облисполкома № 296 от 9 апреля 1960 года Греблошский сельсовет был упразднён, а Каменник вошло в состав Большелесовского сельсовета.
Во время неудавшейся всесоюзной реформы по делению на сельские и промышленные районы и парторганизации, в соответствии с решениями ноябрьского (1962 года) пленума ЦК КПСС «о перестройке партийного руководства народным хозяйством» с 10 декабря 1962 года и сельсовет и деревня вошли в крупный Боровичский сельский район, а 1 февраля 1963 года административный Боровичский район был упразднён. Пленум ЦК КПСС, состоявшийся 16 ноября 1964 года, восстановил прежний принцип партийного руководства народным хозяйством, после чего Указом Верховного Совета РСФСР от 12 января 1965 года сельские районы были преобразованы вновь в административные районы и решением Новгородского облисполкома от 12 января 1965 года и Большелесовский сельсовет и деревня Каменник вновь в Боровичском районе. Решением Новгородского облисполкома № 187 от 5 мая 1978 года Большелесовский сельсовет был переименован в Прогресский.
После прекращения деятельности Прогресского сельского Совета в начале 1990-х стала действовать Администрация Прогресского сельсовета, которая была упразднена с 1 января 2006 года на основании постановления Администрации города Боровичи и Боровичского района от 18 октября 2005 года и деревня Каменник, по результатам муниципальной реформы входила в состав муниципального образования — Прогресское сельское поселение Боровичского муниципального района (местное самоуправление), по административно-территориальному устройству была подчинена администрации Прогресского сельского поселения Боровичского района.

## Население
| 2000 | 2001 | 2002 | 2003 | 2004 | 2005 | 2006 |
| ---- | ---- | ---- | ---- | ---- | ---- | ---- |
| 2    | ↗3   | →3   | ↘1   | →1   | →1   | →1   |
| 2007 | 2008 | 2009 | 2010 |      |      |      |
| →1   | →1   | ↗2   | →2   |      |      |      |

### Национальный состав
По переписи населения 2002 года, в деревне Каменник проживали 3 человека (все русские)